# Pioz
Pioz – gmina w Hiszpanii, w prowincji Guadalajara, w Kastylii-La Mancha, o powierzchni 19,44 km². W 2011 roku gmina liczyła 3563 mieszkańców.